# 950 a tudományban
A 950. év a tudományban és a technikában.

## Születések
- Notker Labeo az első európai, aki kommentárokat írt Arisztotelész munkáihoz (1022).
- Ibn Júnusz csillagász és matematikus.